# Myrmicinae
Sous-famille
Taxons de rang inférieur
- Attini
- Crematogastrini
- Myrmicini
- Pogonomyrmecini
- Solenopsidini
- Stenammini

Myrmicinae est une sous-famille de fourmis. Leur pétiole est formé de deux perles.

## Genres de Myrmicinae
| A - Acanthognathus - Acanthomyrmex - Acromyrmex - Adelomyrmex - Adlerzia - Afroxyidris - Allomerus - Ancyridris - Anergates - Anillomyrma - Anisopheidole - Ankylomyrma - Aphaenogaster - Apterostigma - Atopomyrmex - Atta B-F - Baracidris - Bariamyrma - Basiceros - Blepharidatta - Bondroitia - Calyptomyrmex - Cardiocondyla - Chalepoxenus - Carebara - Carebarella - Cataulacus - Cephalotes - Chalepoxenus - Chimaeridris - Colobostruma - Creightonidris - Crematogaster - Cryptomyrmex - Cyphoidris - Cyphomyrmex - Dacatria - Dacetinops - Daceton - Decamorium - Dicroaspis - Dilobocondyla - Diplomorium - Epimyrma - Epitritus - Epelysidris - Epopostruma - Eurhopalothrix - Eutetramorium - Formicoxenus | G-L - Gauromyrmex - Goniomma - Harpagoxenus - Huberia - Hylomyrma - Indomyrma - Ishakidris - Kartidris - Kyidris - Lachnomyrmex - Lasiomyrma - Lenomyrmex - Leptothorax - Liomyrmex - Lophomyrmex - Lordomyrma M - Machomyrma - Manica - Mayriella - Megalomyrmex - Melissotarsus - Meranoplus - Mesostruma - Messor - Metapone - Microdaceton - Monomorium - Mycetagroicus - Mycetarotes - Mycetophylax - Mycetosoritis - Mycocepurus - Myrmecina - Myrmica - Myrmicaria - Myrmicocrypta - Myrmoxenus - Nesomyrmex N-P - Nothidris - Ochetomyrmex - Octostruma - Ocymyrmex - Oligomyrmex - Orectognathus - Oxyepoecus - Oxyopomyrmex - Paedalgus - Paratopula - Pentastruma - Perissomyrmex | - Peronomyrmex - Phacota - Phalacromyrmex - Pheidole - Pheidologeton - Pilotrochus - Pristomyrmex - Podomyrma - Poecilomyrma - Pogonomyrmex - Pristomyrmex - Proatta - Procryptocerus - Protalaridris - Protomognathus - Pseudoatta - Pyramica Q-S - Quadristruma - Recurvidris - Rhopalomastix - Rhopalothrix - Rhoptromyrmex - Rogeria - Romblonella - Rhoptromyrmex - Rostromyrmex - Rotastruma - Secostruma - Smithistruma - Sericomyrmex - Solenopsis - Stegomyrmex - Stenamma - Stereomyrmex - Strongylognathus - Strumigenys T-X - Talaridris - Teleutomyrmex - Temnothorax - Terataner - Tetheamyrma - Tetramorium - Trachymyrmex - Tranopelta - Trichoscapa - Trigonogaster - Vollenhovia - Vombisidris - Wasmannia - Xenomyrmex |